# Sicherheitslage
Unter der Sicherheitslage versteht man aus staatlicher Sicht die Gesamtschau der Bedrohung seiner Organe oder auch gesellschaftlich die Einschränkung der inneren Sicherheit.

## Staat
Mit der Sicherheitslage des Bundes und seiner Länder ist der Verfassungsschutz respektive in militärischer Hinsicht das Bundesministerium der Verteidigung befasst.

## Polizei
Eine Sonderform der Sicherheitslage ist die aus der Sicht der Polizei. Sie hat Fälle zur Grundlage und wertet diese taktisch und kriminologisch aus. 